# HER-Best 1985-1989
『HER-Best 1985-1989』（ハーベスト）は、森川美穂の3枚目のベスト・アルバム。1996年3月6日発売。発売元はTOSHIBA-EMI/TM FACTORY。

## 概要
- 東芝EMI移籍と同時にバップ時代のシングル・アルバムが全て廃盤となったため（経緯は本人項目参照）、後にファンから「バップ時代の曲をもう一度聴きたい」という声が多数寄せられ、そのファンの声に応えてバップ時代のシングルを中心に収録・ベスト盤という形で再発売したのが本作。
- タイトルは「収穫（Harvest）」とも掛けている。但しシングル曲「ブルーな嵐」、「サーフサイド・ブリーズ 〜真夏の風」、「Real Mind」は未収録。
- 2曲目「制服世代」は未発表曲で、アルバム初収録。1stシングル「教室」と同時期にレコーディングされ、当初は2ndシングルとして発売される予定であったが急遽「ブルーな嵐」を発売することとなり、発表のタイミングを逸したことでそのままお蔵入りしてしまった。
- 18曲目「おんなになあれ（アカペラバージョン）」はボーナストラックで初回盤のみ収録されている。

## 収録曲
| #         | タイトル                                                 | 作詞       | 作曲      | 編曲      | 時間  |
| --------- | -------------------------------------------------------- | ---------- | --------- | --------- | ----- |
| 1.        | 「教室（Single Version）」                               | 千家和也   | 小森田実  | 瀬尾一三  | 3:35  |
| 2.        | 「制服世代」                                             | 千家和也   | 小森田実  | 瀬尾一三  | 4:03  |
| 3.        | 「赤い涙」                                               | 秋元康     | 木森敏之  | 川村栄二  | 4:33  |
| 4.        | 「姫様ズーム・イン」                                     | ちあき哲也 | 小森田実  | 瀬尾一三  | 3:40  |
| 5.        | 「おんなになあれ」                                       | 飛鳥涼     | 飛鳥涼    | 小林信吾  | 3:54  |
| 6.        | 「PRIDE」                                                | 佐藤純子   | 大内義昭  | 小林信吾  | 3:59  |
| 7.        | 「Be Free（Single Version）」                            | 麻生圭子   | 羽場仁志  | 山本健司  | 4:18  |
| 8.        | 「わかりあいたい」                                       | 佐藤純子   | 和泉常寛  | 山本健司  | 4:10  |
| 9.        | 「チャンス（New Mix）」                                  | 森川美穂   | 小森田実  | 山本健司  | 3:59  |
| 10.       | 「Bird Eyes（New Vocal Version）」                       | 佐藤純子   | 羽場仁志  | 瀬尾一三  | 4:52  |
| 11.       | 「フルフェイスとSummer Days」                            | 田口俊     | 小森田実  | 小林信吾  | 3:58  |
| 12.       | 「夏リフトから」                                         | 小林和子   | 小森田実  | 小林信吾  | 4:09  |
| 13.       | 「Splash Blue」                                          | 麻生圭子   | 小森田実  | 小林信吾  | 4:11  |
| 14.       | 「Mambo Soleil -マンボ・ソレイユ-（New Vocal Version）」 | ちあき哲也 | 小森田実  | 小林信吾  | 3:57  |
| 15.       | 「Summer Sweet Pain」                                    | 麻生圭子   | 中崎英也  | 小林信吾  | 4:28  |
| 16.       | 「スタンダード」                                         | 佐藤純子   | 小森田実  | 小林信吾  | 4:10  |
| 17.       | 「それぞれの夏（New Vocal Version）」                    | 森川美穂   | 松宮恭子  | 山本健司  | 4:42  |
| 18.       | 「おんなになあれ（アカペラバージョン）」                 | 田口俊     | 小森田実  | -         | 2:37  |
| 合計時間: | 合計時間:                                                | 合計時間:  | 合計時間: | 合計時間: | 73:15 |

## タイアップ
| 曲名             | タイアップ                                                   |
| ---------------- | ------------------------------------------------------------ |
| 赤い涙           | 日本テレビ系ドラマ『このままじゃ、僕の将来知れたもの』挿入歌 |
| 姫様ズーム・イン | ミノルタカメラ「AFテレ」CM曲                                 |
| おんなになあれ   | ミノルタカメラ「AFテレ」CM曲                                 |
| PRIDE            | ミノルタカメラCM曲                                           |
| Be Free          | 「ベルエクラ」CM曲                                           |
| わかりあいたい   | ミノルタカメラCM曲                                           |
| チャンス         | ミノルタカメラCM曲                                           |